# Deposito ATM Famagosta
Il deposito Famagosta è un'infrastruttura di servizio del trasporto pubblico a Milano per la rimessa e la manutenzione delle vetture metropolitane dell'ATM.

## Storia e caratteristiche
Il deposito Famagosta è uno dei tre depositi (insieme a Cologno e Gorgonzola) a servizio della M2, realizzato a partire dal 1989 per limitare le distanze a vuoto percorse dai convogli provenienti dai due depositi extraurbani. Su progetto di Ludovico Magistretti, venne attivato il 23 giugno 2001 e ultimato del tutto solo nel 2002. Si trova oltre la fermata di Famagosta, ed è raccordato sia con questa che con la successiva fermata di Abbiategrasso, così come anche col nuovo ramo per Assago Milanofiori Forum, aperto nel 2011.
Il deposito, com'era nelle intenzioni del suo ideatore, costituisce un'immagine di forte impatto visivo: il tetto, caratterizzato dai grossi volumi bianchi dei grandi capannoni triangolari, richiama volutamente l'immagine delle vele in un porto, proiettando la struttura a una sorta di ideale "porto di approdo" per coloro che entrano in città dal sud, dall'autostrada A7. Questi particolari lucernari, realizzati con pannelli prefabbricati, mattoni a vista con cornice di calcestruzzo e coperture di alluminio, si richiamano esplicitamente al lungo serpentone di case in mattoni rossi del quartiere Sant’Ambrogio, che sorge al di là dell'autostrada Insieme a questo, costituisce un indiscusso riferimento architettonico per tutta questa parte di periferia.
Questi materiali, sono inoltre gli stessi impiegati per la realizzazione delle entrate dei binari nell'impianto: la facciata che dà verso la città è infatti scandita da grossi portali caratterizzati dai serramenti in alluminio, da cui entrano ed escono i convogli in servizio sulla metropolitana. La sala principale è utilizzata come deposito e officina: all'interno di questa sono inoltre presenti le postazioni di lavoro che permettono ai treni di essere sollevati per le corrette ispezioni e manutenzioni. Tutto l'impianto è riscaldato dall'adiacente centrale di cogenerazione dell'A2A, particolarmente riconoscibile per i suoi camini.
Nel 2003 il deposito Famagosta è arrivato finalista, nella categoria Medaglia d'Oro all'opera, della Medaglia d'Oro dell'Architettura Italiana della Triennale di Milano, un particolare riconoscimento - nell'ottantesimo anniversario della Triennale - volto a premiare i migliori esempi di architettura contemporanea italiana capaci di promuovere qualità ambientale e civile.
Il Deposito Famagosta è il più recente fra quelli della metropolitana realizzati a Milano: ospita al coperto i treni della M2, per una capacità complessiva di 36 treni. A partire dal 2009 ha subito un parziale ampliamento interno, che ha visto lo sfruttamento al massimo delle superfici coperte interne al capannone. Per l'occasione sono state trasferite a Precotto le varie vetture tramviarie accantonate qui ricoverate in attesa di demolizione o rifacimento.
Il piazzale esterno è storicamente utilizzato come area d'accantonamento dei vari autobus ATM che hanno terminato definitivamente il proprio servizio, in attesa di essere rivenduti o demoliti. Anche in questo caso sono state diverse le vetture storiche qui ricoverate in attesa di restauro e decisioni sul futuro, in seguito trasferite a Cuggiono.

### La centrale di cogenerazione Famagosta
In un'area adiacente al deposito, subito a sud di quest'ultimo, è sorta negli stessi anni una centrale di cogenerazione dell'Aem (ora A2A). Quest'impianto, aperto nell'ottobre del 2002, ne sostituisce uno provvisorio creato nel 1997 all'interno di un ex cartiera. La struttura, che si caratterizza per i tre gruppi di camini presenti, produce energia elettrica ed energia termica, sfruttando in parte il gas naturale e in parte le ultime tecnologie di cogenerazione che permettono di ricavare energia dall'acqua di falda.
A quest'impianto si connette una rete di teleriscaldamento che produce circa 80.000 MWh l'anno, che serve, oltre al vicino deposito, i quartieri Gratosoglio, Missaglia, Chiesa Rossa e Sant'Ambrogio, per un totale di oltre 100 edifici e 40.000 abitanti.

## Galleria d'immagini

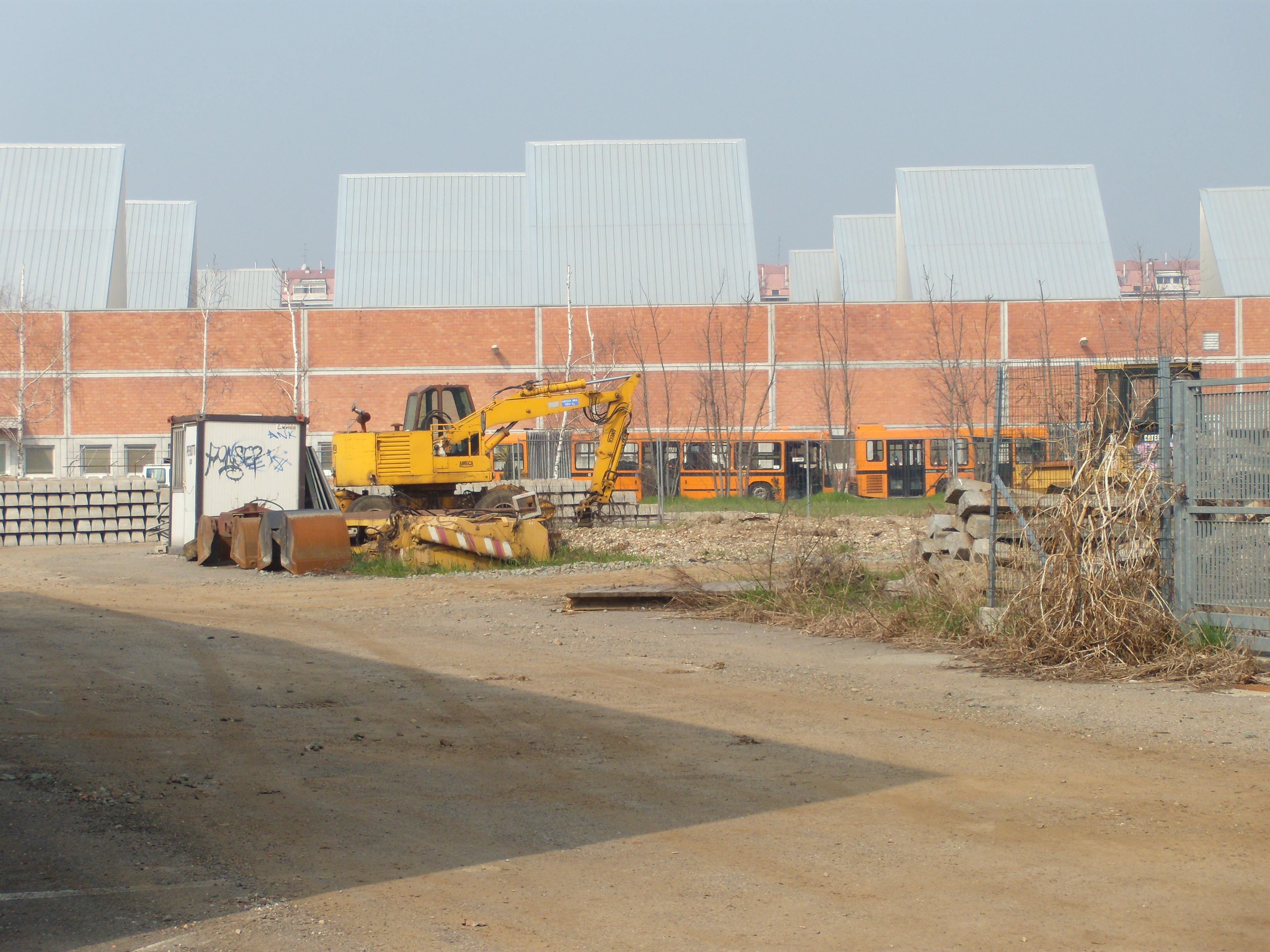
Vista esterna del deposito Famagosta
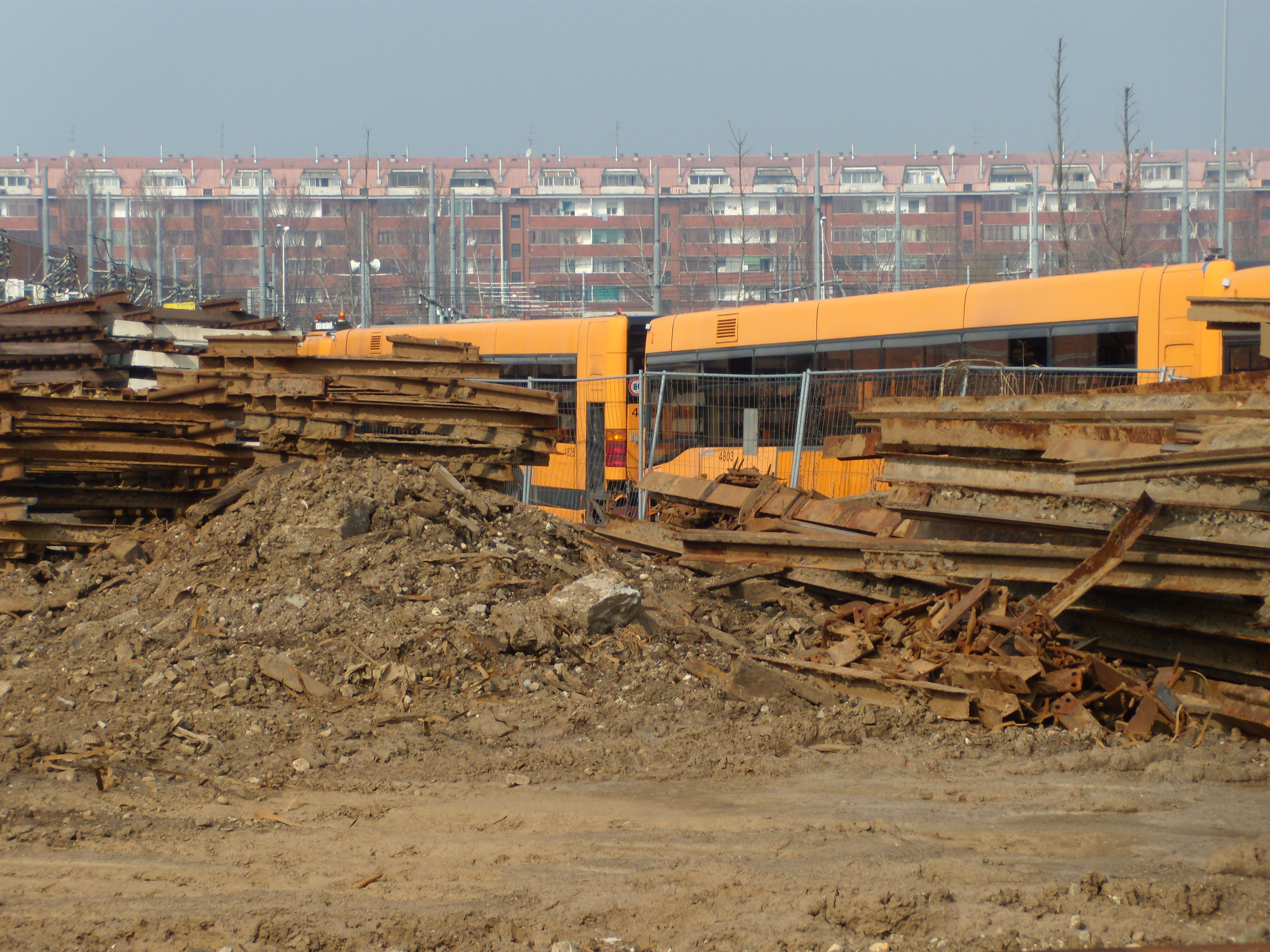
CityClass ATM accantonati nel piazzale esterno